# Stormvogels in het seizoen 1955/56
Het seizoen 1955/1956 was het tweede jaar in het bestaan van de IJmuidense betaaldvoetbalclub Stormvogels. De club kwam uit in de Hoofdklasse A en eindigde daarin op de 12e plaats, dit betekende dat de club in het nieuwe seizoen uitkwam in de Eerste divisie.

## Wedstrijdstatistieken

### Hoofdklasse A
|       | ADO   | Ajax  | Amsterdam | DOS   | EBOH  | Eindhoven | Excelsior | Fortuna '54 | HVC   | Limburgia | NAC   | NOAD  | Rigtersbleek | Roda Sport | Sparta | Vitesse | VVV   |
| ----- | ----- | ----- | --------- | ----- | ----- | --------- | --------- | ----------- | ----- | --------- | ----- | ----- | ------------ | ---------- | ------ | ------- | ----- |
| Thuis | 3 – 0 | 2 – 2 | 0 – 1     | 2 – 2 | 3 – 1 | 1 – 1     | 0 – 0     | 1 – 5       | 1 – 1 | 3 – 2     | 0 – 2 | 1 – 2 | 6 – 2        | 6 – 2      | 1 – 1  | 3 – 1   | 2 – 2 |
| Uit   | 2 – 2 | 2 – 0 | 0 – 1     | 4 – 2 | 5 – 1 | 2 – 2     | 2 – 3     | 1 – 0       | 2 – 2 | 4 – 2     | 5 – 1 | 2 – 3 | 1 – 1        | 2 – 2      | 2 – 1  | 3 – 1   | 0 – 1 |

## Statistieken Stormvogels 1955/1956

### Eindstand Stormvogels in de Nederlandse Hoofdklasse A 1955 / 1956
| Stand | Gespeeld | Gewonnen | Gelijk | Verloren | Punten | Doelpunten voor | Doelpunten tegen |
| ----- | -------- | -------- | ------ | -------- | ------ | --------------- | ---------------- |
| 12e   | 34       | 10       | 12     | 12       | 32     | 60              | 66               |

### Topscorers
| Competitie \| # \| Naam \| \| \| -------------- \| ---------------------- \| -- \| \| 1. \| Toon de Boer \| 19 \| \| 2. \| Han Janssen \| 9 \| \| 3. \| Henk Janssen \| 7 \| \| 3. \| Gouke van der Meer \| 7 \| \| 3. \| Jan Snoeks \| 7 \| \| 6. \| Freek Venus \| 4 \| \| 7. \| Jan Luppens \| 3 \| \| 8. \| Adri van Onselen \| 2 \| \| 9. \| Jan Tol \| 1 \| \| Eigen doelpunt \| \| \| \| – \| Piet Beekman (Vitesse) \| 1 \| \| Totaal \| Totaal \| 60 \| |                        |      |
| # | Naam                   | Goal |
| 1. | Toon de Boer           | 19   |
| 2. | Han Janssen            | 9    |
| 3. | Henk Janssen           | 7    |
| 3. | Gouke van der Meer     | 7    |
| 3. | Jan Snoeks             | 7    |
| 6. | Freek Venus            | 4    |
| 7. | Jan Luppens            | 3    |
| 8. | Adri van Onselen       | 2    |
| 9. | Jan Tol                | 1    |
| Eigen doelpunt |                        |      |
| – | Piet Beekman (Vitesse) | 1    |
| Totaal | Totaal                 | 60   |